# Джанашия, Давид Теймуразович
Давид Теймуразович Джанашия (груз. დავით თეიმურაზის ძე ჯანაშია; 7 августа 1972, Кутаиси, Грузинская ССР, СССР) — грузинский футболист и тренер.

## Карьера

### Клубная
Начинал карьеру в кутаисском «Торпедо», чьим воспитанником является. Далее играл за «Самтредию». В 1996 году перешёл в российскую «Жемчужину», за которую в чемпионате России дебютировал 11 марта в домашнем матче против московского «Динамо». В январе 1997 года был на просмотре в клубе «Торпедо-Лужники», однако перешёл в новороссийский «Черноморец», за который провёл три матча и вскоре покинул Россию. С 1997 по 2002 годы выступал за грузинские клубы «Торпедо» (Кутаиси), «Локомотив» (Тбилиси) и батумское «Динамо». В 2003 году выступал за казахстанский «Атырау», в конце августа получил травму, сломал нос, а по окончании сезона покинул клуб. Далее играл за «Зестафони» и «Боржоми». Завершил карьеру в 2007 году в кутаисском «Торпедо».

### В сборной
В период с 1992 по 1999 годы провёл 8 матчей за сборную Грузии, забил 3 мяча.
Голы за сборную
| #  | Дата           | Место встречи               | Соперник | Счет | Результат | Статус            |
| -- | -------------- | --------------------------- | -------- | ---- | --------- | ----------------- |
| 1. | 23 июня 1994   | Рига, Латвия                | Латвия   | 3:1  | Победа    | Товарищеский матч |
| 2. | 15 ноября 1995 | Кишинёв, Молдавия           | Молдавия | 2:3  | Поражение | ЧЕ-1996 (отбор)   |
| 3. | 18 ноября 1998 | ст. Динамо, Тбилиси, Грузия | Эстония  | 3:1  | Победа    | Товарищеский матч |

### Тренерская
В мае 2007 года возглавил кутаисское «Торпедо».